# 16e division d'infanterie coloniale
La 16e division d'infanterie coloniale a été une division d'infanterie de l'armée de terre française. Constituée en juillet 1915, elle fut dissoute en juin 1919 à la fin de ses opérations au sein de l'Armée d'Orient.

## Création et différentes dénominations
1er juillet 1915 : Constitution de la 16e division d'infanterie coloniale
4 juin 1919 : dissolution de la 16e D.I.C.

## Les chefs de la division
- 28 juin 1915 - 17 juillet 1916 : général Bonnier
- 30 juillet 1916 - 3 juillet 1919 :  Général Dessort

## Historique des garnisons, combats et batailles

### La Première Guerre mondiale

#### Composition
- 34e régiment d'infanterie coloniale de juin 1915 à novembre 1916
- 35e régiment d'infanterie coloniale de juin 1915 à novembre 1916
- 36e régiment d'infanterie coloniale de juin 1915 à novembre 1916 (dissolution)
- 37e régiment d'infanterie coloniale de juin 1915 à novembre 1918
- 38e régiment d'infanterie coloniale de juin 1915 à novembre 1918 (dissolution)
- 44e régiment d'infanterie coloniale de juin 1915 à novembre 1916
- 4e régiment d'infanterie coloniale de novembre 1916 à novembre 1918
- 8e régiment d'infanterie coloniale de novembre 1916 à novembre 1918
- 85e bataillon de tirailleurs sénégalais d'août 1917 à mars 1919

#### 1915
- 1er juillet – 20 septembre : occupation d'un secteur vers Fey-en-Haye et le bois le Prêtre. À partir du 2 juillet, la 31e brigade coloniale (16e D.I.C.) est mise à disposition de la 73e D.I. dans le sous-secteur du bois le Prêtre.

5 août : exécution de Camille Chemin et Édouard Pillet, soldats fusillés pour l'exemple.
13 juillet - 28 août : les 2 brigades de la 16e D.I.C. alternent entre elles dans ce sous secteur ; la brigade en secteur est aux ordres de la 73e D.I., l'autre brigade est au repos vers Liverdun. À partir du 28 août : la 16e D.I.C. occupe vers Fey-en-Haye et le bois le Prêtre, avec ses 2 brigades, la totalité du secteur de la 73e D.I. retirée du front.
1er - 8 juillet : attaques allemandes et contre-attaques françaises au Quart en Réserve.
- 20 – 29 septembre : retrait du front et mouvement par étapes, par Toul, vers Void. À partir du 25 : transport par V.F., dans la région de Sainte-Menehould, puis par camions, dans celle de Perthes-lès-Hurlus.
- 29 septembre – 7 octobre : engagée dans la 2e bataille de Champagne, vers la cote 193 et la butte de Souain : les 29 septembre et 6 octobre, attaques françaises vers la cote 193, puis occupation et organisation du terrain conquis.
- 7 – 24 octobre : retrait du front et repos vers Saint-Remy-sur-Bussy. À partir du 16 : transport par camions dans la région de Verrières.
- 24 octobre – 26 décembre : mouvement vers le front et occupation d'un secteur vers Ville-sur-Tourbe et l'Aisne. À partir du 8 novembre : mouvement de rocade et occupation d'un nouveau secteur vers la Main de Massiges et Maisons de Champagne.
- 26 décembre 1915 – 18 janvier 1916 : retrait du front ; à partir du 29 décembre, transport par V.F., de Givry-en-Argonne, vers la région de Gournay-sur-Aronde ; repos.

#### 1916
- 18 janvier – 14 février : transport par camions au camp de Crèvecœur ; instruction. À partir du 11 février : mouvement vers la région d'Ailly-sur-Noye, puis vers celle de Moreuil.
- 14 février – 1er juin : relève de la 2e D.I.C. et occupation d'un secteur vers Foucaucourt et Maucourt.

21 février : attaque allemande par gaz.
- 1er – 18 juin : retrait du front et repos vers Conty.
- 18 juin – 5 juillet : mouvement vers la région de Villers-Bretonneux. À partir du 22 juin : occupation d'un secteur vers Dompierre et la Somme. À partir du 28 juin : en réserve.
- 5 juillet – 22 août : engagée dans la Bataille de la Somme à l'est de Flaucourt :

10 et 20 juillet : attaques françaises sur Barleux et la Maisonnette.
24 juillet - 3 août : en réserve, puis occupation d'un secteur vers la Maisonnette et Barleux.
- 22 août – 28 septembre : retrait du front. Mouvement vers la région de Clermont ; repos.
- 28 septembre – 14 octobre : mouvement vers Villers-Cotterêts ; travaux.
- 14 octobre – 5 novembre : mouvement vers la région de Crèvecœur-le-Grand ; instruction.
- 5 novembre – 9 décembre : transport par V.F. au camp de la Valbonne puis à Marseille et à Toulon. Transport par mer à Salonique.
- 9 décembre 1916 – 10 mars 1917 : entre le 9 et le 31 décembre, débarquement à Salonique. À partir du 20 décembre : mouvement par étapes vers Ekchisou ; concentration dans cette région ; instruction (éléments en couverture vers Kojani et Grévéna).

#### 1917

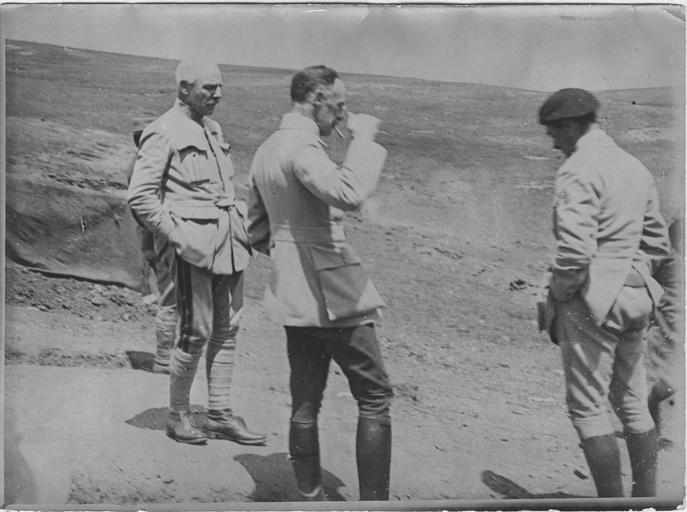
Le général Dessort au col à Cengel en mars 1917.

- 10 mars – 3 avril : mouvement vers le front; à partir du 17 mars, occupation d'un secteur au nord et au nord-ouest de Monastir (cote 1248). Éléments engagés, avec la 57e D.I. et la 11e D.I.C, dans la bataille de Monastir (1917).
- 3 – 10 avril : retrait du front, puis mouvement vers Slivitsa et Sakoulévo.
- 10 avril 1917 – 30 mars 1918 : mouvement vers le front ; puis relève d'éléments italiens et occupation d'un secteur vers le piton Rocheux et le ravin d'Orlé.

11 mai : engagée dans la bataille de la boucle de la Tcherna : Attaque du piton Rocheux et du piton Jaune ; puis organisation d'un secteur dans cette région.
17 mai : nouveaux combats.

#### 1918
- 30 mars – 23 juin : retrait du front ; repos vers Vérria.
- 23 juin – 23 octobre : transport de Vérria vers le Serka di Légén ; occupation d'un secteur et engagements dans cette région. À partir du 16 août : éléments retirés du front, remis en secteur vers Kapiniani, et engagés dans les combats de Nonté et de Zborsko ; puis conquête du massif de la Dzéna et poursuite en direction de Stroumitsa (rupture du front de Macédoine).
- 23 octobre – 11 novembre : mouvement par étapes vers Radomir et vers Sofia. À partir du 13 novembre 1918, transport par V.F. vers Sistova ; franchissement du Danube et repos vers Zimnitsa.

#### Rattachements
- Affectation organique :

juin 1915 : Isolée
février 1916 : 1er corps d'armée colonial
novembre 1916 : Armée d'Orient
- 1re armée

25 juin – 25 septembre 1915
- 2e armée

25 septembre – 29 décembre 1915
7 janvier – 11 février 1916
- 3e armée

23 août - 18 octobre 1916
- 6e armée

29 décembre 1915 – 7 janvier 1916
11 février – 23 août 1916
20 octobre – 6 novembre 1916
- 10e armée

18 – 20 octobre 1916
- C.A.A.

6 novembre 1916 – 10 mars 1917
3 avril – 28 octobre 1918
- Armée du Front Oriental

10 mars 1917 – 3 avril 1918
- Armée du Danube

28 octobre - 11 novembre 1918

### L'entre-deux-guerres
En janvier 1919, mouvement sur Bucarest, Rouchtchouk et Galatz ; repos (éléments portés en Bessarabie).
En avril, transport par V.F. vers Bender (Bessarabie) : organisation d'un secteur dans cette région jusqu'à la dissolution de la D.I.C., le 4 juin 1919.

#### Monument de la16edivisiond'infanterie coloniale (1919)

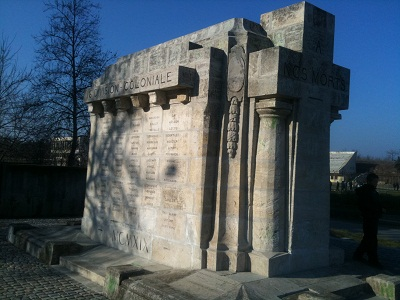
Le monument de Svishtov avec la liste des noms gravés.

Un monument aux morts de la 16e division d'infanterie coloniale a été érigé à Svishtov (anciennement Sistovo) en Bulgarie en 1919. Les noms des soldats de cette division morts à Svishtov entre novembre 1918 et mars 1919 sont gravés sur ce monument. Il était placé en face du carré militaire français contenant principalement des soldats (plus de 200) de cette division.
Cependant le cimetière étant en complète déshérence, en 2005, l’ambassade de France décida de transférer les dépouilles de ces soldats dans le carré militaire Français du cimetière de Sofia. Aucun plan de Svishtov n’existant plus, et des sépultures n’étant plus identifiables, les corps ont été rassemblés dans une tombe de regroupement. Le monument est toujours présent à Svishtov, il est situé sur la route de Veliko Tarnovo, Rue Patriarch Evtimij.